# Kristian Dahl Hertz
Kristian Dahl Hertz (2. september 1950, København) er en dansk bygningsingeniør og professor i beton ved Institut for Byggeri og Anlæg på Danmarks Tekniske Universitet (DTU) siden 2008. Han har særligt forsket i betons brandsikkerhed og super-lette betonkonstruktioner.
Hertz blev matematisk student fra Frederiksberg Gymnasium i 1971, og uddannede sig herefter til civilingeniør i byggeri på det daværende Danmarks Tekniske Højskole (nuværende DTU), hvilket han færdiggjorde i 1976. Han tog derefter en Ph.d., som han færdiggjorde i 1980 under navnet Fire Properties of Concrete Constructions. Han har udgivet flere videnskabelige artikler og udtaget patenter vedrørende betonmaterialer. Fra 1980-1986 arbejdede han på Institut for Byggeri og Anlæg og som rådgivende ingeniør for et privat firma. I 1987 blev han lektor på instituttet, og fra 1993 afdelingsleder for Bygningsdesign. Tre år senere blev han leder af Byggeri og Energi på DTU. 
I 2008 blev han udnævnt som professor på Institut for Byggeri og Anlæg. To år senere var han med til at etablere Abeo A/S, der markedsfører super-lette betonkonstruktioner og armering, sammen med bl.a. DTU og sin søn fra Copenhagen Business School. Disse er bl.a. brugt til byggeri på DTU Lyngby Campus og Gammel Hellerup Gymnasium. Virksomheden blev kåret til Europas bedste spin-out virksomhed i 2013. I marts 2015 modtog han Betonprisen for sit arbejde med og forskning i udvikling af super-lette betonelementer og flere patenter i forbindelse hermed. Prisen uddeles hvert år af Dansk Betonforening, og der medfølger 50.000 kr.